# Gällstad
Gällstad is een plaats in de gemeente Ulricehamn in het landschap Västergötland en de provincie Västra Götalands län in Zweden. De plaats heeft 494 inwoners (2005) en een oppervlakte van 61 hectare.

## Verkeer en vervoer
Bij de plaats loopt de Länsväg 157.